# Cruillas (municipalité)
La municipalité de Cruillas  est l'une des 43 municipalités de l'État de Tamaulipas, et est située dans la partie centrale de cet État. Située à l'ouest du golfe du Mexique, elle prend appui à l'ouest sur le massif montagneux de la Sierra San Carlos, et appartient au bassin versant du fleuve Río San Fernando. Son chef-lieu est la localité éponyme de Cruillas. Elle dépend de la région San Fernando, qui est une des 6 subdivisions administratives de l'État de Tamaulipas.

## Géographie
La municipalité de Cruillas s'inscrit en majorité dans un paysage de plaines et de collines, à l'exception de ses confins occidentaux, situés dans le massif montagneux de la Sierra San Carlos. Son altitude oscille entre 50 et 1100 mètres. Elle est traversée par de nombreux cours d'eau appartenant au bassin versant du fleuve Río San Fernando. Son chef-lieu, la localité éponyme de Cruillas, se trouve dans la partie nord-ouest de son territoire, à une altitude de 265 mètres. Son territoire couvre une superficie de 1847,12 km², et était peuplé en 2020 de 1671 habitants.
Cette municipalité fait partie de la région San Fernando, qui est une des 6 subdivisions administratives de l'État de Tamaulipas, et regroupe les municipalités de Méndez, Burgos, Cruillas et San Fernando.
Elle est limitrophe au nord-ouest de la municipalité de Burgos, à l'ouest de celle de San Nicolás, au sud de celles de Jiménez et d'Abasolo et à l'est de celle de San Fernando.

## Composition et démographie
La municipalité était composée en 2010 de 173 localités.
| Localité    | Population |
| ----------- | ---------- |
| Cruillas    | 653        |
| El Barranco | 293        |
| La Unión    | 210        |
| El Carmen   | 159        |

En plus de l'espagnol, plusieurs langues amérindiennes sont parlées dans la municipalité, dont les principales sont par ordre d'importance : le nahuatl, le huastèque, et le maya.

## Histoire
La ville de Cruillas est fondée le 9 mai 1766, postérieurement à la création et à la colonisation de la province de Nouvelle-Santander par José de Escandón, entre 1748 et 1755,. Le nom de Cruillas est dû à au vice-roi de Nouvelle-Espagne Joaquín de Montserrat, marquis de Cruillas. Lors d'une visite officielle de la province de Nouvelle-Santander en 1770, l'église paroissiale est alors quasiment achevée.